# Тріумфальна арка (Новгород-Сіверський)
Тріумфальна брама в Новгороді-Сіверському. Це найбільша цегляна Арка в Україні і пам'ятка архітектури національного значення, охоронний номер 853. Побудована у 1786 році на честь проїзду через місто імператриці Катерини II. Ймовірно автором проекту є архітектор Джакомо Кваренгі. Це єдиний на Чернігівщині зразок архітектури класицизму подібного типу.

## Опис
Цегляна арка має один проїзд напівкруглої форми. Цю архітектурну споруду флангують пропорційні пілони з двоколонними портиками іонічного ордера, які несуть повний розкріпований антаблемент. Увінчує споруду горизонтальний розкріпований аттик. На пілонах між колонами на овальных щитах розміщені герби міст, що входили до складу тодішнього Новгород-Сіверського намісництва: Мглин, Конотоп, Глухів, Кролевець, Сураж, Погар, Нове Місто, Стародуб, Сосниця, Короп. Герб самого Новгорода-Сіверського знаходиться зверху арки у центрі в ліпному картуші. Завершують колони капітелі з двома завитками. У внутрішніх частинах проїзду симетрично розташовані великі ніші. Стіни споруди муровані з цегли на вапняному розчині, потиньковані й пофарбовані в традиційні класицистичні кольори — білий та жовтий.
Тріумфальна арка в Новгороді-Сіверському — унікальна меморіальна споруда стилю високого класицизму в Лівобережній Україні.

## Історія

План тріумфальної арки

У 1782 році внаслідок адміністративно-територіальних змін місто Новгород-Сіверський отримує нове значення. Колишню Гетьманщину було розподілено на три намісництва: Київське, Чернігівське і Новгород-Сіверське. Новгород-Сіверський фактично стає центром Північної Гетьманщини — Новгород-Сіверського намісництва. У 1787 р. імператриця Катерина ІІ планувала здійснити подорож на південь України. Планувалось, що вона відвідає Новгород-Сіверський. Місцева громада почала активно готувалась до зустрічі імператриці. У підготовці зустрічі брали участь як світські, так і духовні діячі. Організацією зустрічі імператриці займались повітовий предводитель дворянства О. Лобисевич, губернатор І. Бібіков (1739—1806) та інші. Передбачалось, що на честь Катерини ІІ при в’їзді до Новгород-Сіверського буде збудовано дерев’яну Тріумфальну браму. Але грошей, пожертвуваних знаттю намісництва, вистачило на спорудження кам’яної брами. 22 січня 1787 року Катерина ІІ прибула до Новгород-Сіверського, в’їхала вона у місто через кам’яну браму. Імператриця була вражена таким урочистим прийомом і на знак вдячності виділила кошти на відновлення Спасо-Преображенського собору. Споруда брами постраждала під час Другої світової війни. Були проведені реставраційні роботи, завдяки чому ця архітектурна пам’ятка і сьогодні прикрашає місто, нагадуючи про добу історичного розквіту Новгорода-Сіверського. Проїзд під аркою заборонений через критичне руйнування елементів пам’ятки архітектури.

## Герби з арки

Герби міст Новгород-Сіверського намісництва, що були розміщені на арці
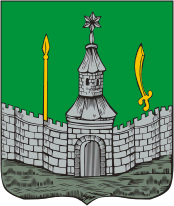
Герб Новгорода-Сіверського
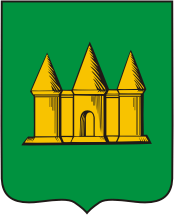
Герб Мглина
Герб Конотопа
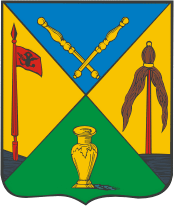
Герб Глухова
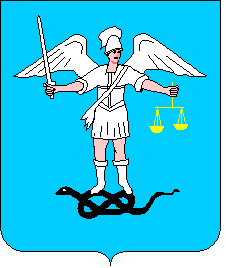
Герб Кролевця
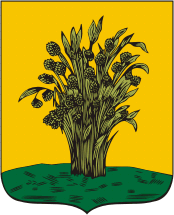
Герб Суража
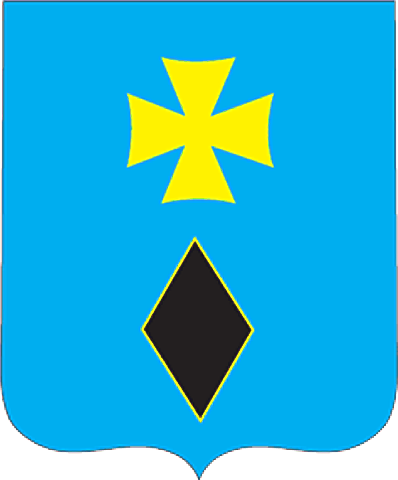
Герб Погара
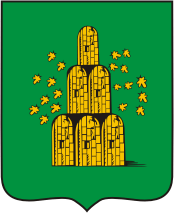
Герб Нового Міста
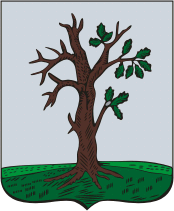
Герб Стародуба
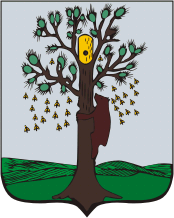
Герб Сосниці
Герб Коропа